# Штегеман, Генрих Христианович
Генрих Христианович Штегеман (нем. Heinrich Christian Staegemann, 1815—1872, Санкт-Петербург) — российский архитектор, академик архитектуры (с 1845 года). Автор ряда зданий в Санкт-Петербурге в стиле неоренессанс и эклектика. Старший архитектор Санкт-Петербургского Опекунского совета. Статский советник.

## Биография
Родился 13 (25) августа 1815 года. До 1828 года учился в Петришуле.
Художественное образование получил в Императорской Академии Художеств, в которой обучался как вольноприходящий ученик. За время обучения в Академии был награжден медалями: в 1835 году — 2 серебряные; в 1836 — 2 серебряные и 2 золотые за программу «проект училища правоведения». В том же году окончил обучение с аттестатом первой степени на звание классного художника и правом на чин XIV класса.
С 1837 по 1839 года состоял помощником архитектора при постройке Петропавловской церкви в Петергофе. В то же время, с 1838 по 1840 год, занимал должность рисовальщика при главном архитекторе по сооружению театра в Москве. В 1840 году Штегеман назначен помощником архитектора по строительству храма Преображения Господня на Аптекарском острове в Санкт-Петербурге, в 1841 — нового дворца в Московском кремле. В 1843 году назначен старшим помощником архитекторов по устройству иконостасов церквей Воскресенского девичьего Смольного монастыря и в Лазенках, а также по постройке в Петербурге Николаевского вокзала.
В 1845 году собранием Академии Художеств возведён в звание академика за «проект инвалидного дома на 25 человек, в память какого-либо отечественного военного события с церковью и монументом…». В 1851 году Штегеман принял русское подданство и в том же году был назначен на службу в кабинет Его Императорского Величества помощником к архитектору К. А. Тону. В 1857 года перешёл на службу в С.-Петербургский Опекунский совет. В 1859 году назначен архитектором при Патриотическом институте и С.-Петербургском Елизаветинском училище, а с 1864 — старшим архитектором Опекунского совета.
Проживал по адресу 7-я линия, 34.
Скончался 28 августа (9 сентября) 1872 года. Похоронен на Смоленском лютеранском кладбище.

## Проекты и постройки

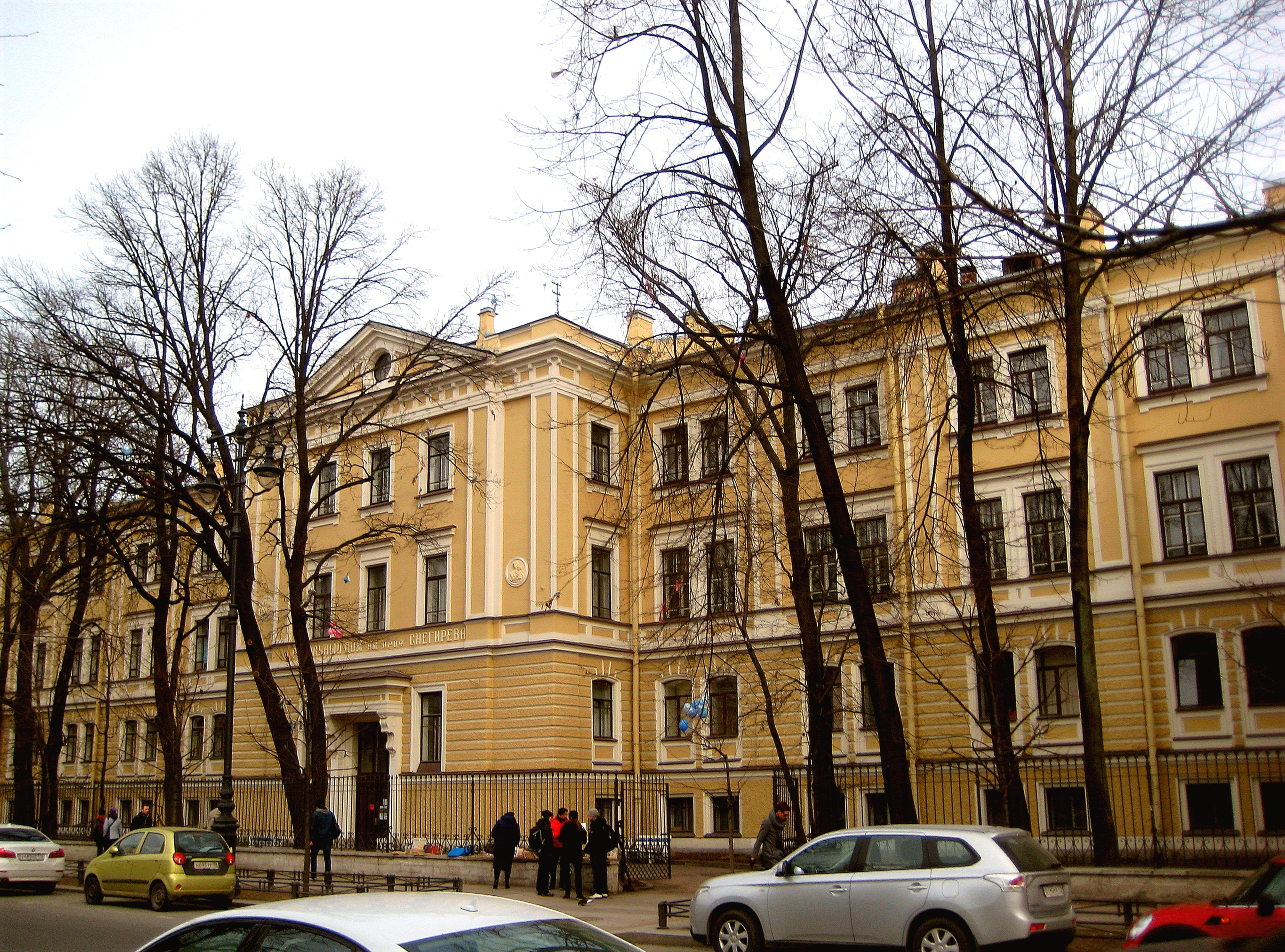
Здание родовспомогательного заведения (родильный дом № 6).
Улица Маяковского, 5 (1861—1863)

- Производственное здание Н. Кокушкина. Таврическая улица, 29 (1845, перестроено)[7].
- Мирониевская церковь Егерского полка. Набережная Обводного канала, 99 / Рузовская улица, 18х (1850—1855, по проекту К. А. Тона, не сохранилась).
- Дом призрения бедных в память императрицы Александры Фёдоровны (расширение). 13-я линии Васильевского острова, 40 (1860-е)[8].
- Покровская больница. Большой проспект Васильевского острова, 85 (1860)[9].
- Приют принца Петра Григорьевича Ольденбургского. 12-я Красноармейская улица, 36—40 (1860—1861, расширено и надстроено)[10].
- Здание родовспомогательного заведения. Улица Маяковского, 5 (1861—1863)[11].
- Реставрация интерьеров Смольного Воскресения Христова собора (1864)[12].
- Воронихинский сквер. Казанская улица, 3х (1865, при участии садовника И. Альвардта)[13].
- Прачечный корпус и флигель Воспитательного дома. Набережная реки Мойки, 48—52к9 (1864—1867)[14].
- Здание хирургического отделения Мариинской больницы. Литейный проспект, 56И (1865—1867)[15].
- Императорская Карточная фабрика. Проспект Обуховской Обороны, 110 (1867—1869)[16].
- Церковь Пресвятой Троицы при дворце принца А. П. Ольденбургского (1869—1870)[17]
- Василеостровская женская гимназия. 9-я линия, 6 (1871—1872)[18].